# 法務部矯正署臺南監獄
法務部矯正署臺南監獄，簡稱臺南監獄或南監，是中華民國法務部的矯正機關，位於臺南市歸仁區武東里，鄰近高鐵台南站。與法務部矯正署臺南看守所、刑場及宿舍等相關設施合設為「明德新村」。

## 沿革

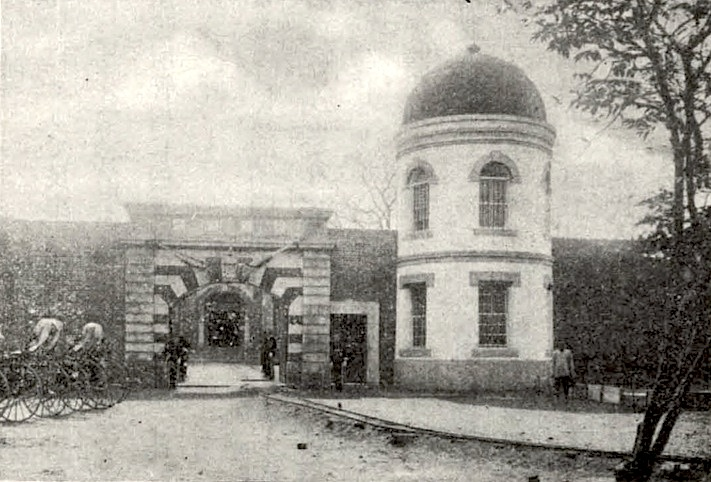
日治時期台南監獄

依據日治時期各年度臺灣總督府所頒佈的相關法令，台南監獄前身的命名沿革依序為「臺南縣臺南監獄署」（1896年）、「臺南縣監獄署」（1897年）、「臺南監獄」（1900年），最後是「臺南刑務所」（1923年）。
二次大戰後，臺南刑務所於民國35年（1946年）3月16日改為「臺灣第三監獄」，附設臺灣臺南地方法院看守所與高雄、嘉義兩支監，隸屬於司法行政部。民國36年（1947年）4月1日，依臺灣高等法院訓令，臺灣第三監獄改為「臺灣臺南監獄」，原先兩支監獨立為「臺灣高雄監獄」與「臺灣嘉義監獄」。
原址位於今日臺南市中西區大億麗緻酒店、新光三越百貨臺南新天地現址(和意路、西門路一段、永福路一段、樹林街二段所圍成的四角形區域)，後因面積狹小不敷使用，以及位於市區（原屬郊區，因都市發展而使得周邊高樓林立）妨礙都市發展等因素，於民國61年（1972年）11月籌畫遷建。最初新址選在安南區；但後來司法行政部函示，因該地土質問題，應另行覓地。而後司法行政部指定臺南監獄新監應規劃為「高度安全監獄」，於民國62年（1973年）正式啟動相關遷建構地及監所建築規劃設計作業。民國69年（1980年）3月，購得臺南縣歸仁鄉武東村30多公頃之民地為遷建用地，並在次年（1981年）10月開始動工，民國72年（1983）4月26日落成啟用。中西區原址於荒廢多年後，土地被霖園集團收購開發，至2002年大億麗緻酒店、新光三越百貨臺南新天地完工啟用。
而後因臺灣毒品日趨氾濫猖獗，在監執行之受刑人有半數以上為毒品犯，為了加強對毒品犯之矯正工作，奉法務部指示乃於民國82年（1993年）9月底決定撥用臺南縣山上鄉「臺灣明德外役監獄」內土地籌建「明德戒治分監」。民國83年（1994年）4月18日由行政院主計處通過簽撥83年度第二預備金，該監始著手發包興建第一期工程，計舍房6棟可收容戒治受刑人60名，於民國83年（1994年）11月14日啟用收容。第二期工程於民國84年度核准預算發包後興建，計有舍房20棟，可收容戒治受刑人240名，於民國84年（1995年）10月20日啟用。現有員額為監長1名、教誨師2名、戒護股長1名、戒護人員20名、個案管理師1名，總計25名。
2014年初，中華民國國防部最後一間軍事監獄國防部臺南監獄裁撤，交由法務部矯正署臺南監獄接管。2015年7月16日，國防部臺南監獄改為「法務部矯正署臺南第二監獄」。

## 組織
- 典獄長
  - 副典獄長
    - 秘書

業務單位
- 明德戒治分監
- 戒護科
- 調查分類科
- 作業科
- 教化科
- 衛生科
- 總務科

行政單位
- 會計室
- 人事室
- 政風室
- 統計室

## 收容對象
臺南監獄現今主要的收容對象，是男性重刑犯、普通累犯、再犯等，並自民國92年（2003年）11月1日起兼收容其他符合移監作業要點規定之男性受刑人，核定容額為2863名。較著名的收容人則有張錫銘、薛球等。監獄中也設有一所進修學校，教授國中及高中等課程。

## 刑場
臺南監獄旁的臺南看守所刑場於1990年臺灣高等法院高雄分院成立以前，是臺灣南部惟一的刑場，負責臺灣高等法院臺南分院所經手之死刑案件，曾槍決過徐東志、陳高連葉、詹火樹、鍾貴雄、陳東榮等要犯。

## 歷屆首長
以下介紹臺南監獄的歷任首長，日治時期臺南刑務所的歷屆首長請參閱臺南刑務所條目。
| 任次                                                                                     | 姓名   | 任職期間              |
| ---------------------------------------------------------------------------------------- | ------ | --------------------- |
| 1                                                                                        | 邱鴻恩 | 1945年10月－1951年1月 |
| 2                                                                                        | 李增禮 | 1951年1月－1952年6月  |
| 3                                                                                        | 吳鐘嶽 | 1952年6月－1952年12月 |
| 4                                                                                        | 尹屏東 | 1952年12月－1958年6月 |
| 5                                                                                        | 周震歐 | 1958年6月－1961年1月  |
| 6                                                                                        | 姚治清 | 1961年1月－1963年10月 |
| 7                                                                                        | 張齊斌 | 1963年10月－1971年2月 |
| 8                                                                                        | 王肇泰 | 1971年2月－1978年3月  |
| 9                                                                                        | 趙益藩 | 1978年3月－1979年8月  |
| 10                                                                                       | 陳豪   | 1979年8月－1986年3月  |
| 11                                                                                       | 劉守中 | 1986年3月－1987年10月 |
| 12                                                                                       | 夏震   | 1987年10月－1992年8月 |
| 13                                                                                       | 黃徵男 | 1992年8月－1997年8月  |
| 14                                                                                       | 顏岩松 | 1997年8月－1998年10月 |
| 15                                                                                       | 黃永順 | 1998年10月－2002年8月 |
| 16                                                                                       | 廖德富 | 2002年8月－2005年9月  |
| 17                                                                                       | 蕭明毅 | 2005年9月－2007年7月  |
| 18                                                                                       | 方子傑 | 2007年7月－2009年7月  |
| 19                                                                                       | 劉文生 | 2009年7月－2014年1月  |
| 20                                                                                       | 陳進豐 | 2014年1月－2018年1月  |
| 21                                                                                       | 郭鴻文 | 2018年1月－2021年7月  |
| 22                                                                                       | 莊能   | 2021年7月－2025年7月  |
| 23                                                                                       | 邱泰民 | 2025年8月－           |
| 資料來源：臺南監獄於歸仁美學館舉辦的「時空穿梭、今昔意象」檔案文物特展 與 臺南監獄人事室 |        |                       |

## 外部連結
- 法務部矯正署臺南監獄 （页面存档备份，存于）（繁體中文）